# Lačja vas
Lačja vas este o localitate din comuna Nazarje, Slovenia, cu o populație de 103 locuitori.